# Cazinoul „Cassina” din Făget
Cazinoul „Cassina” din Făget este un monument istoric aflat pe teritoriul orașului Făget.